# Ivan Alev
Ivan Hrisztov Alev (bolgárul: Иван Алев; Gümendzse (ma: Guménisza), 1851. – Goce Delcsev, 1919. február 15.) bolgár orvos, a macedóniai bolgár nemzeti felszabadító mozgalom résztvevője.

## Élete
1851-ben született egy kis dél-makedóniai városban, Gümendzsében (ami akkor az Oszmán Birodalomhoz tartozott, ma Görögország része). 1879-ben Athénben szerzett orvosi diplomát. Később visszatért szülővárosába, ahol praktizálni kezdett, és 1908-ig itt dolgozott.
Aztán Kukusba (Kilkisz) költözött. 1913-tól helyi orvosként praktizált Nevrokopban. A Belső Macedón Forradalmi Szervezet megbízható embere volt, és a szervezet beteg és sebesült tagjait kezelte. Az első világháború alatt a bolgár hadsereg hadosztályorvosa volt. Az első világháború után körzeti orvosként Nevrokopban telepedett le. 1919. február 15-én halt meg, zendülő katonák ölték meg.

## Fordítás
- Ez a szócikk részben vagy egészben  az   Ivan Alev című angol Wikipédia-szócikk ezen változatának fordításán alapul.  Az eredeti cikk szerkesztőit annak laptörténete sorolja fel. Ez a jelzés csupán a megfogalmazás eredetét és a szerzői jogokat jelzi, nem szolgál a cikkben szereplő információk forrásmegjelöléseként.